# Häggsta

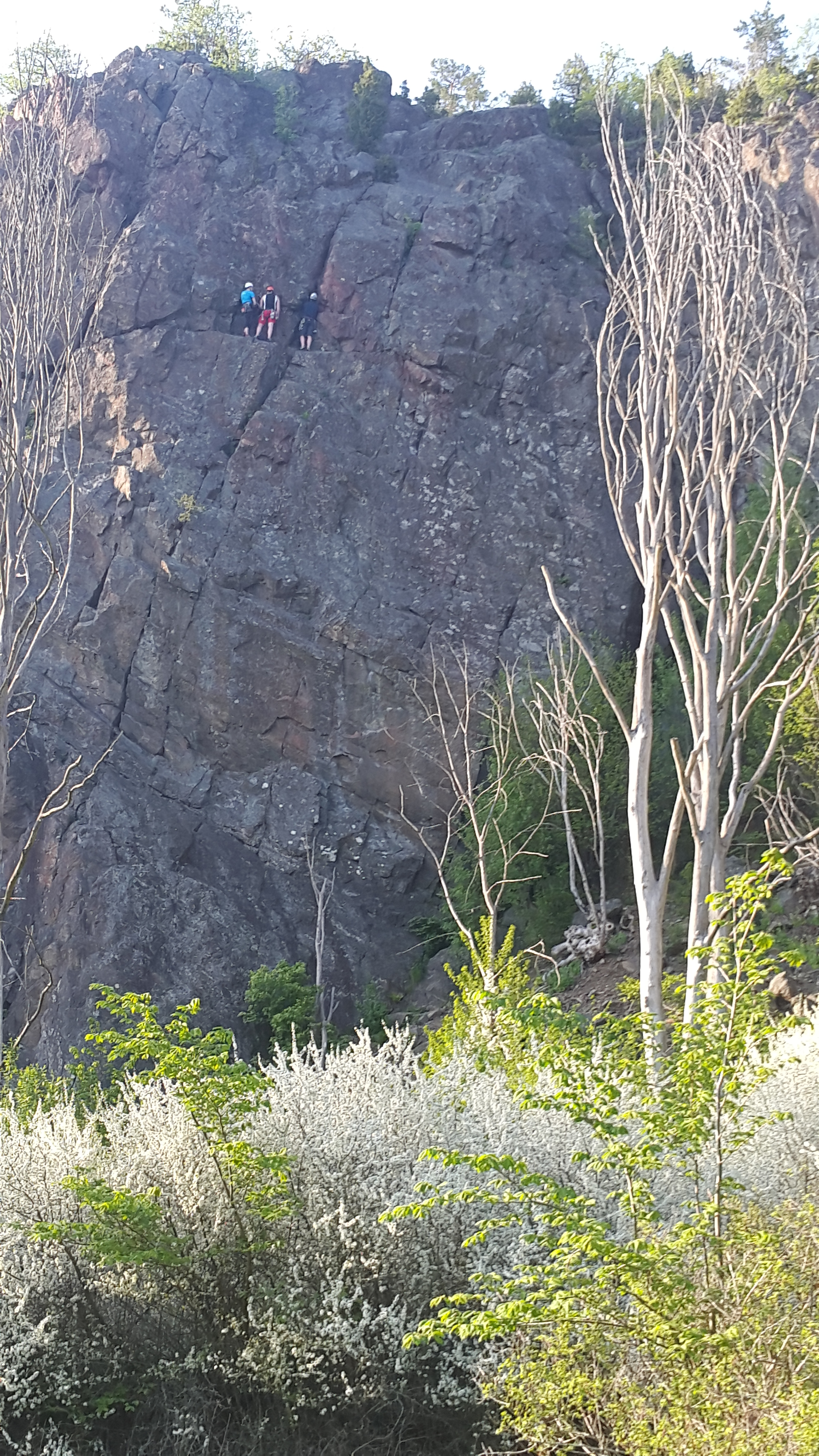
Klättring i Häggsta.

Häggsta eller Häggstaklippan är den populära beteckningen på en upp till 40 m hög förkastningsbrant vid Glömsta äng och Albysjöns strand, bakom S:t Botvids begravningsplats i västra delen av Huddinge kommun. Klippan, som har över 100 klätterleder av olika svårighetsgrad, har varit ett populärt tillhåll för stockholmsklättrare sedan klättring började bedrivas där på 1930-talet.
Klippan upptäcktes, som klätterberg, och utforskades först av Gillis Billing, som i början av 1930-talet lärde sig klättra av den till Sverige inflyttade österrikaren Emmerich Rossipal. Billing öppnade de första klätterturerna i Häggsta under 1930-talets senare hälft. Klippan kom att kallas Häggsta efter det torp med detta namn som fanns beläget ungefär där S:t Botvids gravkapell idag ligger. De första klätterkurserna hölls i Häggsta i slutet av samma decennium. Häggsta har sedan dess varit Stockholmsklättringens främsta kursberg. På 1960-talet höll Svenska Fjällklubben i kursverksamheten där, men i och med bildandet av Svenska Klätterförbundet och Stockholms klätterklubb1973 tog dessa över kursverksamheten.
1967 gjordes i Häggsta vad som möjligen var den första klätterturen i Sverige av grad 6, då Omöjliga väggen friklättrades.[källa behövs] Möjligen gjordes även den första svenska turen av grad 7 i Häggsta, då den tidigare artificiellt klättrade Bengts bultspricka friklättrades 1978 av Jan Liliemark.[källa behövs]
Aktuella uppgifter kring uppdatering av bultstandard återfinns på bultkommitténs blogg Bultkommittén. Under 2009 fräschades lederna He-man, Dalarambo, Snoopy's Crack och Rampväggen upp enligt bultkommittén.